# Julia Boer
Julia Boer (ur. 3 sierpnia 1977) – węgierska kolarka górska.

## Kariera
Największy sukces w karierze Julia Boer osiągnęła 30 sierpnia 2008 roku w stolicy Australii, Canberze. W zawodach Pucharu Świata w kolarstwie górskim w four crossie zajęła tam trzecie miejsce, przegrywając tylko z reprezentantką gospodarzy - Caroline Buchanan oraz Holenderką Anneke Beerten. Na rozgrywanych rok później mistrzostwach świata w Canberze była ósma w tej samej konkurencji. Startowała także w downhillu, zajęła między innymi siedemnaste miejsce na MŚ w stolicy Australii. Nie brała udziału w igrzyskach olimpijskich. 